# Avira
 (avril 2010).
Si vous disposez d'ouvrages ou d'articles de référence ou si vous connaissez des sites web de qualité traitant du thème abordé ici, merci de compléter l'article en donnant les références utiles à sa vérifiabilité et en les liant à la section « Notes et références ».

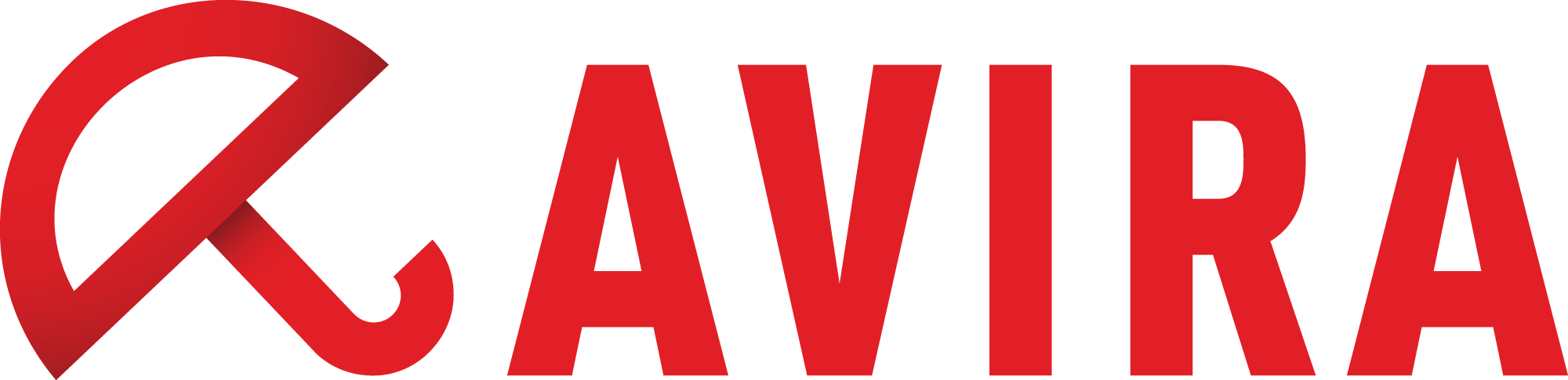
Ancien logo (jusqu'en 2014).

Avira (ou Avira Operations GmbH & Co. KG) est une société allemande spécialisée dans la sécurité informatique, fondée par Tjark Auerbach. Son principal produit est Avira antivirus, une suite de protection informatique, mais elle propose également divers logiciels de sécurité (contre le spam par exemple). Ceux-ci sont déclinés en plusieurs versions, suivant qu'ils sont destinés à une utilisation familiale, professionnelle ou serveur. L'entreprise propose des programmes gratuits et payants.

## Histoire
En décembre 2020, la société, détenue par Investcorp, est vendue à Symantec (devenue NortonLifeLock en 2019) pour 360 millions d'euros .
En 2021, Avira acquiert BullGuard (it) fondée en 2002,,.

## Produits

### En cours
- Avira antivirus (pro et free)
- Avira Phantom VPN
- Avira Antivirus Security pour Android

### Abandonnés
- Avira Antivirus pour Unix et Linux (2004-2013).